# Riforma monetaria di Diocleziano

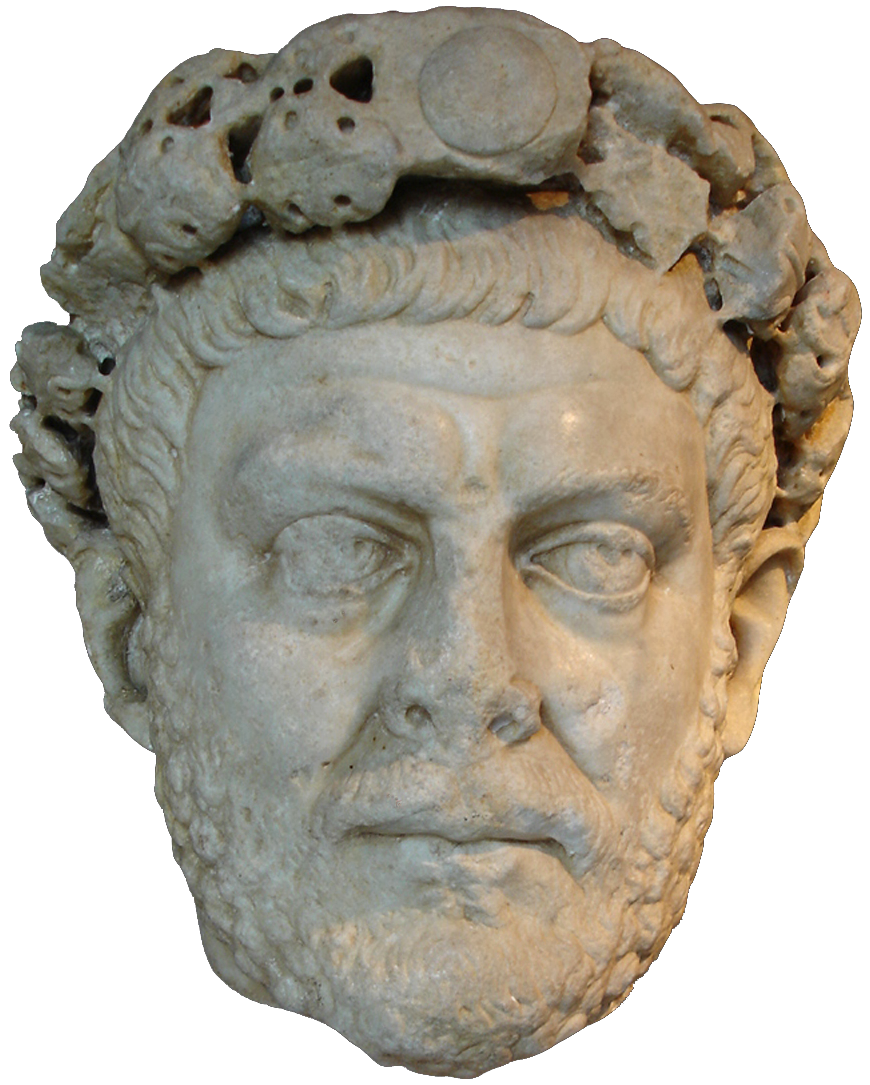
Busto di Diocleziano che riformò il sistema economico-fiscale e monetario dell'Impero romano.

La Riforma monetaria di Diocleziano, venne attuata tra il 286-294 ed il 301 allo scopo di risolvere il periodo di crisi del III secolo, denominato dell'anarchia militare (durato per cinquant'anni, dal 235 al 285), che aveva comportato pesanti conseguenze economiche e sociali. Tale riforma comportò una notevole revisione dei valori monetari.

## Contesto storico
Il disastroso periodo dell'anarchia militare del III secolo d.C., aveva portato l'Impero romano ad una progressiva decadenza ed agonia a livello di produzione agricola e di traffici commerciali, insieme ad un costante calo demografico, dovuto alle continue guerre civili, lungo i confini settentrionali ed orientali, oltre a carestie ed epidemie.
Il costo crescente dell'esercito nel Tardo Impero (erano necessari continui aumenti di stipendio ed elargizioni per tenerlo quieto) e le spese della corte e della burocrazia (aumentata anch'essa in quanto al governo servivano sempre più controllori che combattessero l'evasione fiscale ed applicassero le leggi nella vastità dell'Impero), non potendo più ricorrere troppo alla svalutazione monetaria che aveva causato tassi d'inflazione incredibili, si riversarono (quando le dimensioni dell'esercito furono vicine ai 500.000 uomini in armi, se non di più), sulle imposte con un intollerabile peso fiscale (riforma fiscale di Diocleziano attraverso l'introduzione della iugatio-capitatio nelle campagne e altre imposizioni fiscali per i centri urbani).
A tutto ciò si aggiungeva il fatto che nei primi tre secoli dell'età imperiale, l'acquisto di enormi quantità di prodotti di lusso provenienti dalle regioni asiatiche, regolato con monete soprattutto d'argento, aveva provocato una continua fuoriuscita di metallo prezioso (non bilanciata dalla produzione delle miniere, visto che i giacimenti erano ormai in esaurimento dopo secoli di sfruttamento) tanto da generare una rarefazione dell'oro e dell'argento all'interno dei confini imperiali, accelerando così la perversa spirale di diminuzione della quantità effettiva di metallo prezioso nelle monete coniate dai vari imperatori.
Il fenomeno della svalutazione monetaria, già praticato dagli imperatori nel corso dell'Alto Impero per diminuire la spesa pubblica reale, proprio dagli anni settanta del III secolo, cominciò a causare bruschi aumenti nell'inflazione (accentuata dalla rarefazione delle merci, dovuta all'insicurezza diffusa nei traffici e nella produzione) e maldestri tentativi di porvi rimedio: l'imperatore Diocleziano prima nel 294 tentò di stabilizzare la moneta coniando una buona moneta d'oro, l'aureus, che tuttavia sparì subito dalla circolazione (venne tesaurizzata o fusa, in quanto non c'era fiducia nella stabilizzazione del mercato), poi nel 301 decise di imporre un calmiere (Editto sui prezzi massimi), che venne però subito eluso dalla speculazione (un fenomeno che adesso chiameremmo "mercato nero"). Un esempio dell'esplosione dei prezzi ce lo fornisce indirettamente Eberhard Horst:
(Eberhard Horst, Costantino il Grande, Milano 1987, p.25.)

## Principali novità della riforma

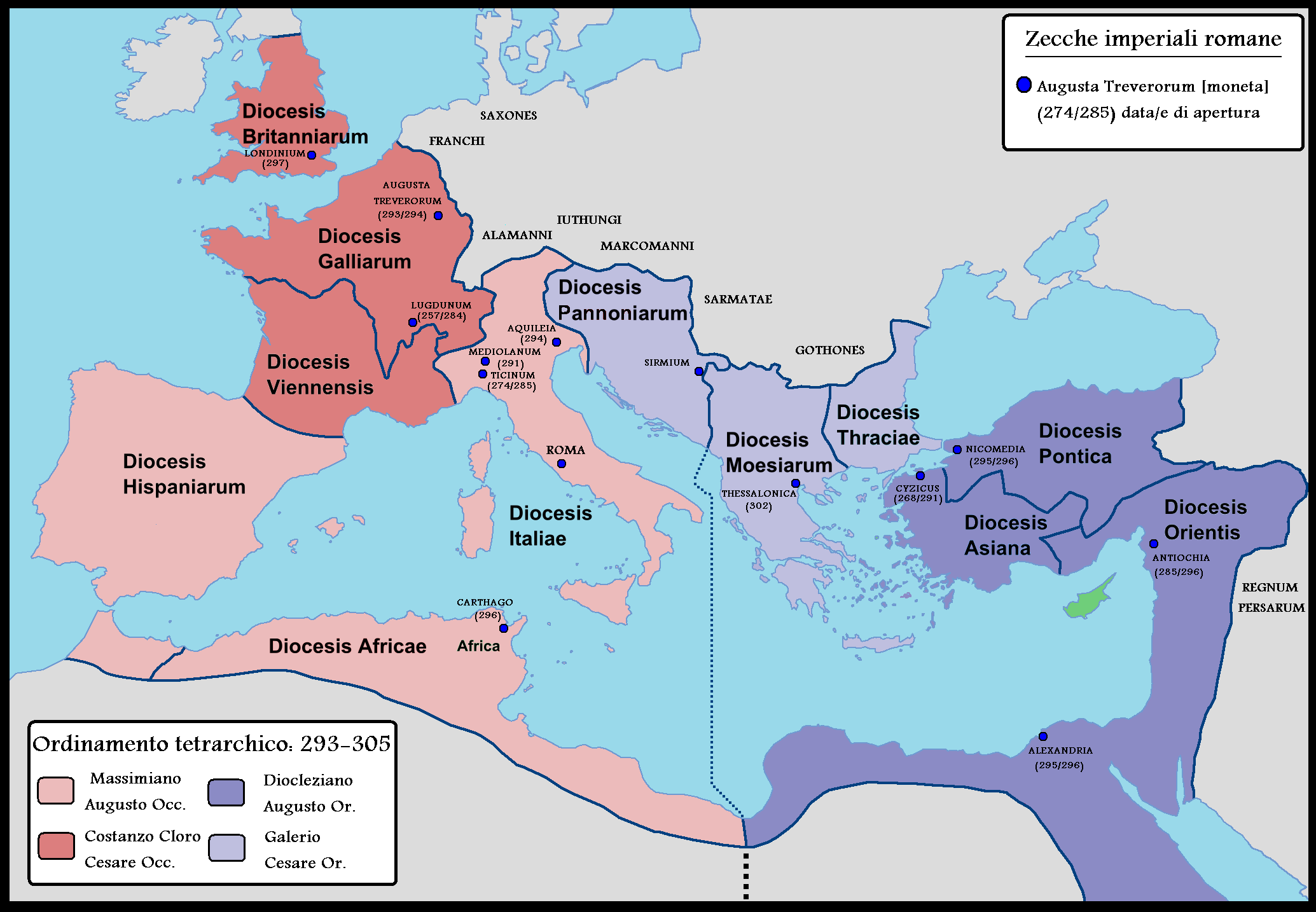
Le 4 parti e le 12 diocesi nella nuova divisione tetrarchica dell'impero romano voluta da Diocleziano attorno al 300, che permise anche il moltiplicarsi delle zecche imperiali a supporto delle armate posizionate nelle retrovie o lungo i confini.

Diocleziano prese atto delle trasformazioni subite dalla società ed impostò una radicale opera di riforma amministrativa e fiscale, che consentì di arrestare la crisi, almeno temporaneamente.
Venne razionalizzato il sistema fiscale, eliminando antichi privilegi ed esenzioni. La quantità delle tasse veniva attentamente calcolata ogni anno sulla base delle necessità (redigendo per la prima volta un bilancio annuale) e sulla base delle risorse esistenti, determinate da un censimento. Furono unificate le tasse fondiarie (pagate dai proprietari di terre) e le tasse sulla persona (pagate dai contadini): l'unità fiscale della superficie di terreno (jugum) corrispondeva ad un lavoratore (caput): in base ai propri possedimenti ed ai lavoratori che vi erano occupati i proprietari terrieri erano tenuti a fornire allo stato beni in natura per il mantenimento dell'esercito, soldati per l'esercito e manodopera per le opere pubbliche; questa tassazione era denominata capitazione. I più ricchi potevano sostituire la tassazione in natura con monete d'oro.
La riforma monetaria di Diocleziano, vide anche la creazione di una nuova serie di zecche imperiali dopo quelle sorte durante il precedente periodo dell'anarchia militare. Erano distribuite nelle diverse province, ad eccezione della Hispania (le principali): ad Alessandria, Antiochia, Aquileia, Cartagine, Londinium, Mediolanum, Nicomedia, Sirmium e Tessalonica.
Con l'introduzione del sistema tetrarchico di Diocleziano, le "capitali" imperiali furono, infatti, inizialmente quadruplicate (a partire dal 293), portando così le stesse zecche a moltiplicarsi, anche a vantaggio delle armate poste lungo i confini, o a costituire una "riserva" nelle retrovie: Diocleziano, scelse Nicomedia (oltre ad Antiochia durante il periodo delle campagne contro i Sasanidi del 293-298); Massimiano, l'altro Augusto preferì averne due, con Mediolanum e Aquileia (utilizzata sia come porto fluviale-marittimo, sia come base militare, vista la sua vicinanza al limes dei Claustra Alpium Iuliarum); i due Cesari, Costanzo Cloro e Galerio, scelsero rispettivamente Augusta Treverorum e Sirmium. In seguito il primo utilizzò come seconda capitale Londinium, mentre il secondo (a partire dal 298/299), Tessalonica sul mare Egeo. In sostanza nel secondo periodo tetrarchico, i due Augusti ed i due Cesari cominciarono ad utilizzare almeno due sedi imperiali ciascuno: Massimiano, Mediolanum ed Aquileia, mentre Costanzo Cloro, Augusta Treverorum e Londinium (dopo il 296) in Occidente; Nicomedia ed Antiochia per Diocleziano, mentre Galerio utilizzò Sirmium (insieme a Felix Romuliana) e Thessalonica, in Oriente.

## Monete e pesi
L'aureo tornò ad un peso di 1/60 di libbra (= 5,45 g; con un valore dichiarato mediante la lettera greca "∑" (Sigma), ossia 60), come aveva già previsto in precedenza Aureliano, poiché già sotto Marco Aurelio Caro si era ancora una volta ridotto ad 1/70 (come dimostra la lettera greca "O" stampata su alcune monete, equivalente al numero 70). Fu inoltre introdotta una moneta in argento (attorno al 294), detta denarius argenteus, con un peso pari a 1/96 di libbra (= 3,41 g, tornando al peso della riforma monetaria di Nerone (denario), peraltro con un titolo pari al 95%, altissimo per quel'epoca; con un valore dichiarato mediante le lettere latine "XCVI", ossia 96). Riguardo poi alle monete in bronzo o rame, l'antoniniano venne sostituito da una moneta chiamata follis del peso medio di circa 9,72 (con valori compresi tra 11 e 8,5 g). Vennero quindi coniate anche due altre nuove monete, quali frazioni del follis, la prima del peso di 3,90 g (con corona radiata) e la seconda con un peso oscillante tra 1,30 e 1,56 g (con corona di lauro). Tali conteggi sono emersi grazie da un'iscrizione rinvenuta ad Afrodisia di Caria e databile al 1º settembre del 301, dove un follis è equiparato a 20 denarii communes, mentre un argenteus a 100 denarii communes. Il rapporto infine tra oro e argento era fissato in 1:15, come dire che un aureo, valeva 833,3 denarii communes, ovvero 8,3 argentei e 41,5 folles.
Diocleziano, aveva così tentato di ridare valore alla moneta d'argento, aumentando la quantità di metallo prezioso nelle nuove emissioni, e per contenere l'inflazione, i prezzi massimi (espressi in denarii, sebbene non fosse più la moneta circolante) furono fissati dall'Editto sui prezzi massimi (de pretiis rerum venalium) del 301 con un calmiere. Questi provvedimenti, tuttavia, non ebbero successo: la nuova moneta scomparve rapidamente dal mercato in quanto si preferiva conservarla (tesaurizzazione) ed i prezzi fissati fecero scomparire alcuni beni dal mercato ufficiale per essere venduti alla borsa nera e quindi lo stesso Diocleziano fu costretto a ritirare l'editto.
| Le nuove monete/pesi della riforma di Diocleziano (294-301) | Le nuove monete/pesi della riforma di Diocleziano (294-301) | Le nuove monete/pesi della riforma di Diocleziano (294-301)                | Le nuove monete/pesi della riforma di Diocleziano (294-301)                                                                                       | Le nuove monete/pesi della riforma di Diocleziano (294-301) | Le nuove monete/pesi della riforma di Diocleziano (294-301) | Le nuove monete/pesi della riforma di Diocleziano (294-301)                      |
| Immagine                                                    | Valore                                                      | Dritto                                                                     | Rovescio | Datazione                                                   | Peso; diametro                                              | Catalogazione                                                                    |
| ----------------------------------------------------------- | ----------------------------------------------------------- | -------------------------------------------------------------------------- | --- | ----------------------------------------------------------- | ----------------------------------------------------------- | -------------------------------------------------------------------------------- |
|                                                             | aureo                                                       | DIOCLETIA-NUS AUGUSTUS, testa laureata e busto verso destra.               | Diocleziano in piedi verso sinistra, tiene un globo ed uno scettro; una stella sulla sinistra; stella a sinistra e SMAΣ in esergo.                | 296/297                                                     | 5.30 g, 6h                                                  | Cfr. RIC VI 22 (CONSVL VII); Lukanc -; Depeyrot -; cf. Calicó 4440.              |
|                                                             | argenteo                                                    | MAXIMIA-NVS NOB(ilis) Caesar, testa laureata verso destra.                 | VIRTV-S MI-LITVM, campo con 4 torri; porta aperta; T S•G in esergo.                                                                               | 302                                                         | 20mm, 3.37 gm, 6h.                                          | RIC Galerius, VI 12b; Pink, Silberprägung, pg. 29; Hunter 42; RSC 227. EF. Rara. |
|                                                             | Æ Follis                                                    | IMP MAXIMIANUS P F AVG, busto di Massimiano rivolto verso destra laureato. | SACR MONETA AVGG ET CAESS NOSTR, la Moneta in piedi verso sinistra, tiene una bilancia ed una cornucopia; ai lati * - VI; in esergo AQ S(ecunda). | 302-303                                                     | 26 mm, 9.44 gr, 6h; seconda officina.                       | RIC VI 35b.                                                                      |
| N.B.: Qui sopra alcuni esempi.                              |                                                             |                                                                            | |                                                             |                                                             |                                                                                  |